# Puyo Puyo 2
Puyo Puyo 2 (ぷよぷよ通, Puyo Puyo Tsū) é um jogo eletrônico de quebra-cabeça, desenvolvido e publicado pela Compile, lançado em 1994 no Arcade, Mega Drive e Game Gear. Ele foi adaptado em vários meios de comunicação.
O jogo é a continuação de Puyo Puyo.

## Sistema de jogo
O princípio deste novo modo de jogo é ser capaz de neutralizar os danos enviados pelos oponentes. Uma nova regra, a regra Henka, faz com que o puyos danos sejam pedras: Fase 1: Pedra ; Fase 2: Puyo dano

## Adaptações
Além das versões Arcade, Mega Drive e Game Gear, o jogo for lançado em outras mídias, em versões, por vezes, retrabalhadas.
- Sega Saturn (1995)
- Super Nintendo (Super Puyo Puyo 2, 1995)
- Game Boy (Pocket Puyo Puyo 2, 1996)
- PC Engine (Super CD-ROM²) (Puyo Puyo CD Tsū, 1996)
- PlayStation (Puyo Puyo Tsū Ketteiban, 1996)
- WonderSwan (1999)
- Neo-Geo Pocket Color (1999, Puyo Pop)
- Game Boy Advance (2002, Puyo Pop)
- N-Gage (2003, Puyo Pop)
- PlayStation 2 (2004, Sega Ages 2500 Series Vol. 12: Puyo Puyo Tsuu Perfect Set, remake)